# جوزيف آشر
جوزيف آشر (بالإنجليزية: Joseph Asher)‏ هو حاخام أمريكي، ولد في 1921 في هايلبرون في ألمانيا، وتوفي في 1990.